# Île Patricio Lynch
Patricio Lynch (en espagnol : Isla Patricio Lynch) est une île du Chili dans le Golfe de Penas.

## Géographie
24e plus grosse île du Chili, elle se situe dans le Sud-Ouest du pays et fait partie de l'archipel Campana.

## Histoire
Elle est habitée depuis environ 6 000 ans par les Kawésqar, mais est aujourd'hui déserte depuis le début du XXIe siècle.  